# Język tiwi
Język tiwi – izolowany język australijski, używany na Wyspach Tiwi (Wyspa Melville’a i Wyspy Bathursta), u północnych wybrzeży Australii.
Ma polisyntetyczną strukturę, chociaż jego gramatyczna złożoność zatraca się u młodszego pokolenia. 
W odróżnieniu od innych języków australijskich, które były kiedyś uważane za jedną rodzinę, tiwi od początku był klasyfikowany jako izolat.